# Ehrenamtskarte

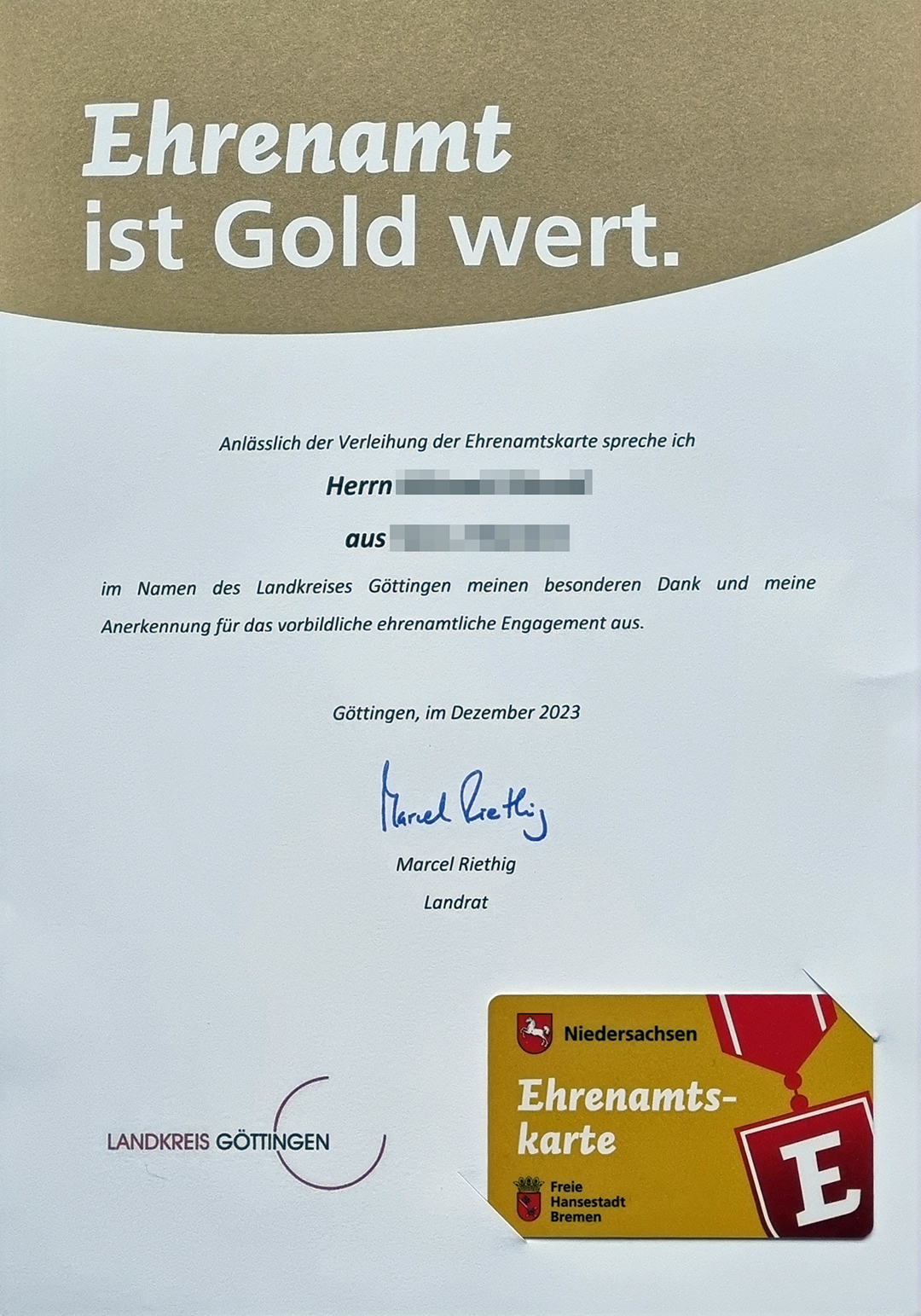
Brief mit Ehrenamtskarte vom Landkreis Göttingen, 2023

Die Ehrenamtskarte (auch Ehrenamtspass genannt) ist in Deutschland ein persönliches Dokument, das als Nachweis für besonderes ehrenamtliches Engagement dient. In ähnlicher, teils überlappender Bedeutung werden auch die Begriffe Freiwilligenpass, Freiwilligenausweis, Ehrenamtsnachweis und Ehrenamtsbescheinigung verwendet. Ein solches Dokument kann beispielsweise durch den Staat, durch Bundesländer, Kommunen oder Freiwilligenagenturen vergeben werden.
Je nach der Art der Umsetzung kann damit eine Dokumentation der Art und des Umfangs der Tätigkeit, der dafür erforderlichen Fähigkeiten und etwaiger Qualifizierungsmaßnahmen verknüpft sein. Eine Ehrenamtskarte oder ein Freiwilligenausweis kann zudem bestimmte Vergünstigungen mit sich bringen, beispielsweise Ermäßigungen bei Fahrkarten oder beim Zugang zu Museen oder anderen öffentlichen Einrichtungen oder Vergünstigungen bei Kooperationspartnern, etwa bei Unternehmen, Einrichtungen und weiteren Unterstützern.

## Unterscheidung Ehrenamtskarte und Freiwilligenpass
Gesamtstaatlich wird zwischen dem Freiwilligenpass und der Ehrenamtskarte unterschieden: in manchen Bundesländer wird einerseits ein Freiwilligenpass (auch: Ehrenamtsnachweis) über die jeweiligen Verbände oder Organisationen als Urkunde an freiwillig Tätige vergeben, während zugleich viele Kommunen zusätzlich eine landesweit gültige Ehrenamtskarte an diejenigen verleihen, die sich in überdurchschnittlichem Maße engagiert haben.
Zudem vergibt die private Initiative Arbeitsgemeinschaft Deutschland eine bundesweite Ehrenamtscard. Diese können alle mindestens 16-jährigen Ehrenamtlichen erhalten, die mindestens drei Stunden pro Woche ehrenamtlich tätig sind, sofern keine Aufwandsentschädigung außer einer Erstattung von Kosten gezahlt wird und die Tätigkeit in Zusammenarbeit mit einem Verein oder Verband ausgeübt wird.
Allgemein gesprochen dient eine solche Karte der Anerkennung des bürgerschaftlichen Engagements.
Ein wesentlicher Teil der Projektarbeit bei der Einführung einer Ehrenamtskarte ist die Gewinnung von Kooperationspartnern, die bereit sind, Karteninhabern Vergünstigungen zu gewähren (auch „Akzeptanzstellen“ genannt).

## Umsetzung in Bundesländern und Kommunen
Die meisten Bundesländer bieten einen förmlichen Nachweis ehrenamtlicher Tätigkeit: Baden-Württemberg den Qualipass, Bayern den Ehrenamtsnachweis, Brandenburg den FreiwilligenPass, Hamburg den Hamburger Nachweis, Hessen und Niedersachsen den Kompetenznachweis, NRW den Engagementnachweis, Rheinland-Pfalz den Engagement- und Kompetenznachweis, Sachsen-Anhalt den Nachweis über bürgerschaftliches Engagement, Thüringen das Ehrenamtszertifikat.
Mehrere Bundesländer Deutschlands haben zudem eine jeweils landesweit gültige Ehrenamtskarte eingeführt, so insbesondere Baden-Württemberg, Bayern, Berlin, Brandenburg, Bremen, Hamburg, Hessen, Mecklenburg-Vorpommern, Niedersachsen, Nordrhein-Westfalen, Rheinland-Pfalz, Sachsen, Schleswig-Holstein und Thüringen. Dabei werden die Landes-Initiativen zur Ehrenamtskarte jeweils regional umgesetzt.
Brandenburg beispielsweise vergibt einen Freiwilligen-Pass, mit dem das freiwillige bürgerschaftliche und ehrenamtliche Engagement und die Teilnahme an Fort- und Weiterbildungsveranstaltungen dokumentiert werden können. Zudem verleiht es seit 2013 die Ehrenamtskarte des Landes als besondere Auszeichnung an Bürger, die sich in Brandenburg seit drei Jahren im Umfang von mindestens 240 Stunden jährlich, oder auch seit fünf Jahren im Umfang von mindestens 120 Stunden jährlich, ehrenamtlich engagieren.
In Baden-Württemberg können Jugendliche ein Beiblatt zum Schulzeugnis erhalten; erwachsene Ehrenamtliche erhalten auf Wunsch einen sogenannten Qualipass, in dem sie alle Nachweise über ihre ehrenamtlichen Aktivitäten, Projekte, Initiativen, Fortbildungen und Praxiserfahrungen eintragen lassen können.
In Bayern vergeben Organisationen, die durch einen von Verbänden der Freien Wohlfahrtspflege Bayern initiierten Trägerkreis dazu autorisiert sind, den „Ehrenamtsnachweis Bayern“ – eine Urkunde, in der der Zeiteinsatz, Tätigkeitsbereiche, Fähigkeiten und Fortbildungen dokumentiert sind. Zudem wurde 2011 die Ehrenamtskarte eingeführt; diese wurde von den 71 Landkreisen und 25 kreisfreien Städten bisher (Stand: 2014) nur in 68 umgesetzt. Zu den Gründen der Zurückhaltung zählt die Kritik, die Karte biete zu wenig tatsächlichen Nutzen, die Mindestjahresstundenzahl sei willkürlich gesetzt und schaffe eine Zwei-Klassen-Gesellschaft der Ehrenamtlichen, und der Verwaltungsaufwand für die Prüfung der Anträge koste die Kommunen mehr als die 5.000 Euro Anschubfinanzierung, die sie vom Land für die Umsetzung erhalten können.
Die Bundesländer Bremen und Niedersachsen kooperieren, so dass ihre jeweilige Ehrenamtskarte in beiden Ländern Gültigkeit hat (siehe auch: Bremer Ehrenamtskarte und Niedersächsische Ehrenamtskarte).
Hamburg hatte 2022 mittels einer Befragung und 2023 bei einem Workshop die Bevölkerung zur Beteiligung an der Ausgestaltung einer Engagement-Karte aufgerufen. Vergabevoraussetzung ist ein freiwilliger Mindesteinsatz von zwei Stunden pro Woche beziehungsweise 100 Stunden pro Jahr. Für die Vergabe und Weiterentwicklung der Engagement-Karte ist eine gemeinnützige Organisation, die doin' good gGmbH, beauftragt worden.
In Nordrhein-Westfalen engagieren sich mehr als fünf Millionen Menschen ehrenamtlich, von denen 27.000 die Ehrenamtskarte haben. Im März 2015 stellte Ministerin Ute Schäfer die 2008 auf den Weg gebrachte App Ehrensache.NRW vor, mit der die mit der Ehrenamtskarte verbundenen Vergünstigungen mobil eingesehen werden können.
In einigen Kommunen wird die Ehrenamtskarte zusätzlich ohne weitere Anspruchsprüfung an alle diejenigen verliehen, die eine Jugendleitercard (JuLeiCa) haben. Die JuLeiCa ist ein bundesweit einheitlicher Qualifizierungs- und Legitimationsausweis für mindestens 16-jährige, die ehrenamtlich für einen Träger der Jugendhilfe tätig sind und sich – in der Regel durch die Absolvierung eines Gruppenleiter-Grundkurses und eines Erste-Hilfe-Kurses – für die Aufgabe als Jugendleiter qualifiziert haben. Sie dient zugleich, wie auch die Ehrenamtskarte, der Anerkennung des ehrenamtlichen Engagements und dem Zugang zu bestimmten Vergünstigungen.
Zudem wird die Ehrenamtskarte vereinzelt ohne weitere Anspruchsprüfung auch an Mitglieder von Rettungsdiensten und Freiwilligen Feuerwehren verliehen.

## Ähnliche Initiativen in anderen Ländern

### Österreich
Der Österreichische Freiwilligenpass erlaubt, jede im Rahmen von gemeinnützigen Organisationen, Vereinen, Initiativen, Selbsthilfegruppen oder Institutionen in Österreich geleistete Freiwilligenarbeit in Form eines Freiwilligennachweises zu dokumentieren, ebenso wie die Fähigkeiten, die der Freiwillige für seinen Einsatz benötigt.

### Schweiz
Im Jahr der Freiwilligen 2001 wurde der Schweizerische Sozialzeit-Ausweis als Instrument zur Anerkennung und Förderung von Freiwilligenarbeit in der Schweiz geschaffen. Er hat die Form einer persönlichen Arbeitsmappe und dient dazu, Erfahrungen und Kompetenzen, die bei freiwilligem Einsatz erworben werden, zur Geltung zu bringen.

## Europaweite Initiative
Im Europäischen Jahr der Freiwilligentätigkeit 2011 regte Martin Kastler, der damals Europaparlamentarier war, die Einführung eines europäischen „Ehrenamts-Pass“ an. Er sollte als Nachweis für Freiwilligentätigkeit und dabei erworbene Kompetenzen dienen, in Analogie zum bestehenden EuroPass für Auszubildende.